# Seidlstraße
Die Seidlstraße ist eine Innerortsstraße im Stadtbezirk Maxvorstadt (Nr. 3) von München.

## Verlauf
Die bis 1909 als Hasenstraße bezeichnete Straße führt in der südlichen Maxvorstadt geradlinig entsprechend dem Rastersystem dieses Stadtteils in Verlängerung der unter dem Gleiskörper der Eisenbahn westlich des Hauptbahnhofs verlaufenden Paul-Heyse-Unterführung von der Arnulfstraße in generell nordnordöstlicher Richtung über die Marsstraße und die Karlstraße zum Stiglmaierplatz, an dem sich die Dachauer Straße, die Brienner Straße und die Nymphenburger Straße kreuzen.

## Öffentlicher Verkehr
Historisch verkehrte hier die Tramlinie 4. Die Straße wird an ihrem Nordende am Stiglmaierplatz mittels der U-Bahn-Linien 1 und 7 und von den Trambahnlinien 20, 21 und 22 zum Leonrodplatz und nach Moosach und an ihrem Ende an der Arnulfstraße von den Trambahnlinien 16 und 17 erschlossen.

## Namensgeber
Der Name der Straße leitet sich von dem Architekten Gabriel von Seidl, der hier sein Wohnhaus und sein Atelier hatte, ab (von ihm stammen Deutsches Museum, Bayerisches Nationalmuseum, St.-Anna- und Rupertuskirche, Künstlerhaus, Schrenk-Notzing-Palais, Lenbach- und Kaulbachhaus). Sie wurde nach ihm anlässlich seines 60. Geburtstags benannt.

## Charakteristik
Westlich der Seidlstraße lag das Bayerische Verkehrsministerium mit seiner markanten Kuppel, von dem nach Kriegszerstörung nur noch Reste südlich der Arnulfstraße und an der Hopfenstraße erhalten sind. Zwischen der Marsstraße und der Karlstraße liegen die Häuser Seidlstraße 7 (Standortkommandantur) und 9/11 (Autobahndirektion), beide von Emanuel von Seidl. Vom Seidl-Komplex sind nach der Straßenverbreiterung (mit Verlust des Gebäudes Marsstraße 28) noch das Haus Marsstraße 26 und das Ateliergebäude Seidlstraße 18 (sog. Seidl-Schlösschen) erhalten. Seidlstraße 25 ist schließlich die Mayer’sche Hofkunstanstalt, ein Bau von Theodor Fischer.

## Denkmalgeschützte Bauwerke

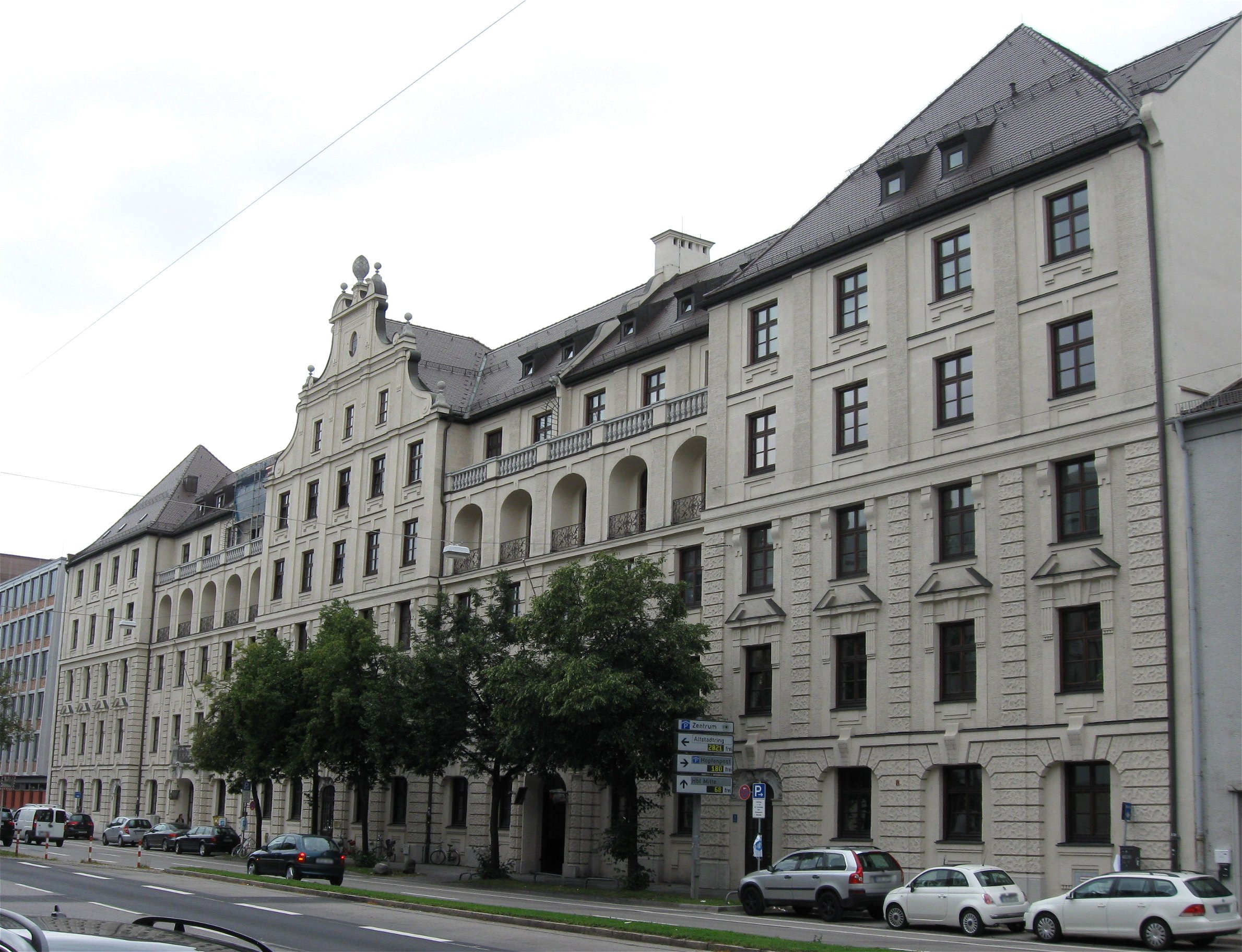
Seidlstraße 7, 9/11

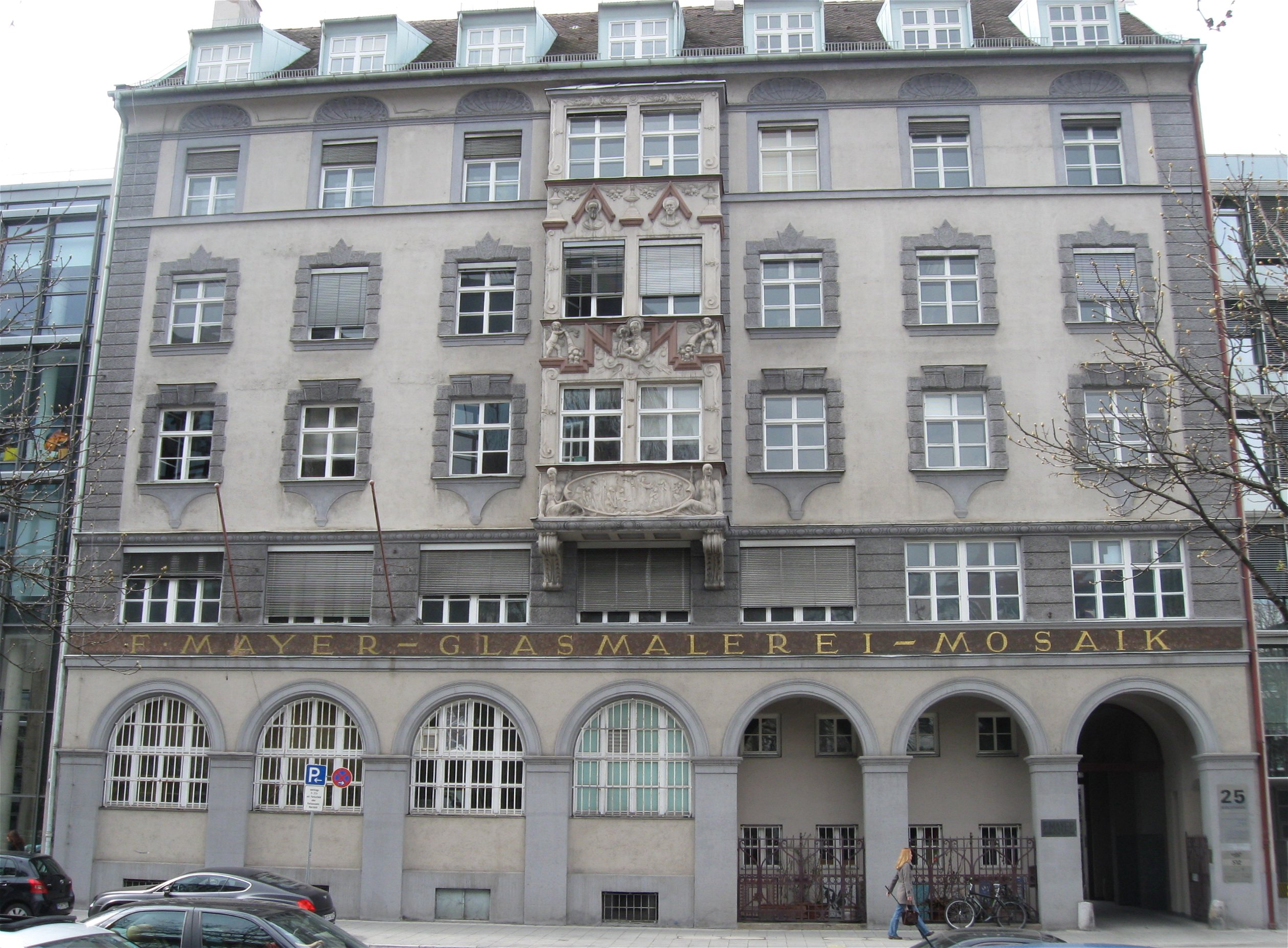
Mayer’sche Hofkunstanstalt

- Seidlstraße 7, Standortkommandantur, bildet mit Nr. 9 und 11 einen langgestreckten, reich gegliederten neubarocken Risalitbau; laut Inschrift am Balkongitter des Figurenportals erbaut 1901 von Emanuel von Seidl (Denkmalliste D-1-62-000-6461)
- Seidlstraße 9/11, Autobahndirektion, bildet mit Nr. 7 einen langgestreckten, reich gegliederten neubarocken Risalitbau, um 1901 von Emanuel von Seidl (Denkmalliste D-1-62-000-6461)
- Seidlstraße 18, Seidl-Schlösschen, malerischer, mit Plastiken und Reliefs gezierter Bau, erbaut Anfang der 1890er Jahre von Gabriel von Seidl als eigenes Bürohaus im Hof des (zerstörten) eigenen Wohnhauses (Denkmalliste D-1-62-000-6462)
- Seidlstraße 25, Mayer’sche Hofkunstanstalt, barockisierender Bau mit reichem plastischem Schmuck am Erker, 1922 von Theodor Fischer (Denkmalliste D-1-62-000-6463)